# Eugen Frank (Schauspieler)

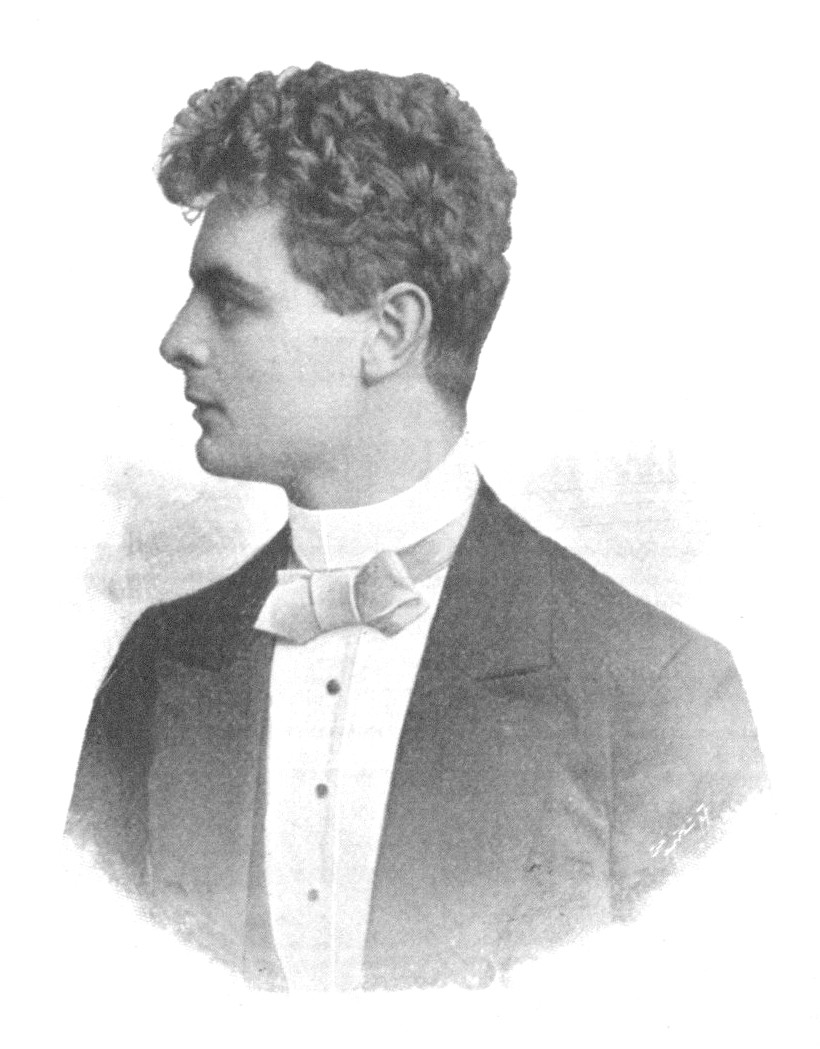
Eugen Frank im Jahre 1901

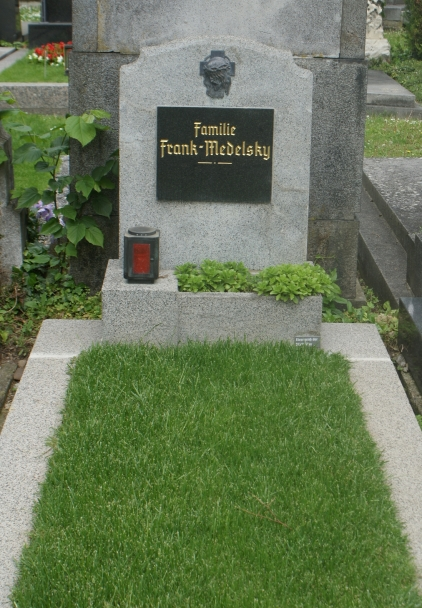
Grabstätte von Eugen Frank

Eugen Frank, eigentlich Eugen Krauspe (* 14. April 1876 in Wünschendorf, Sachsen – 1942) war ein deutscher Schauspieler.

## Leben
Frank, Sohn eines Landwirts, nahm nach Absolvierung des Gymnasiums bei Theodor Julius Jaffé Schauspielunterricht. Er debütierte mit 19. Nachdem er im Stadttheater Heidelberg sämtliche jugendliche Helden verkörpert hatte, trat er in den Verband des Hofburgtheaters ein, wo er im Mai 1898 debütierte. 1901 heiratete er seine Kollegin Lotte Medelsky. 1919 wirkte er an dem Film Adrian Vanderstraaten mit.
Seine letzte Ruhestätte befindet sich auf dem Hietzinger Friedhof (Gruppe 34, Nummer 24).